# Deutscher Basketball Bund
Der Deutsche Basketball Bund (DBB) ist der nationale deutsche Basketball-Dachverband in der Rechtsform eines eingetragenen Vereins mit Sitz in Hagen. Er organisiert den Basketballsport in Deutschland.

## Gründung
Vorläufer des Verbandes war die im Jahr 1947 gegründete Gesellschaft zur Förderung des Basketballsports. Der Verband wurde am 1. Oktober 1949 in Düsseldorf gegründet. Der erste Vorsitzende war Siegfried Reiner. 
Mit Stand Januar 2023 wies der DBB laut Bestandserhebung des Deutschen Olympischen Sportbundes (DOSB) 242.344 Mitgliedschaften auf und hatte somit die höchste Zahl seiner bisherigen Geschichte zu verzeichnen. Den niedrigsten Wert mit 190.152 Mitgliedern ergab die Statistik des DOSB im Jahr 2010.

## Aufgaben
Die 1976 beschlossene und danach mehrmals ergänzte Satzung sieht als Aufgaben die Veranstaltung der deutschen Meisterschaften und die Beteiligung an internationalen Meisterschaften sowie Olympischen Spielen vor. Zu den weiteren Aufgaben gehören die Ausbildung von Schiedsrichtern und Trainern, die Förderungen des Leistungs-, Breiten-, Freizeit- sowie des Jugend- und Schulsports.

## Nationale Wettbewerbe des Verbandes

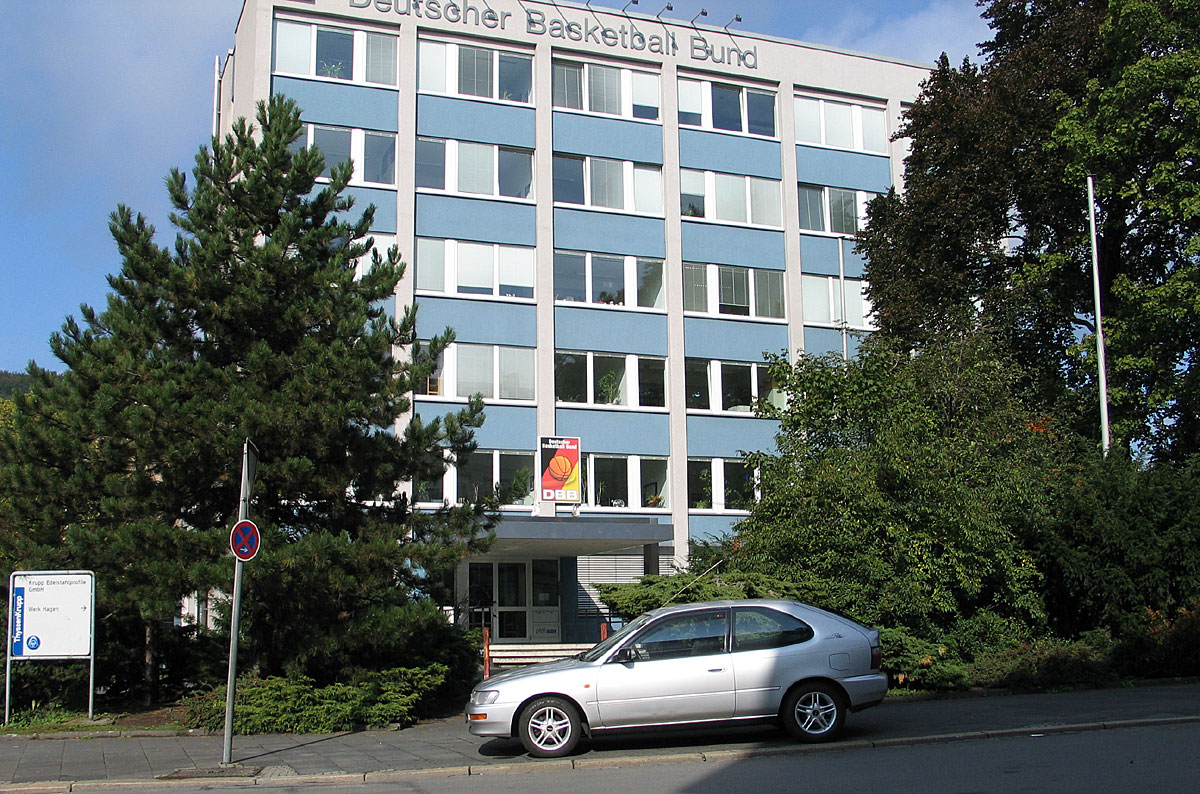
Verwaltungszentrale des Verbandes in Hagen

In der Verantwortung des DBB werden jährlich wiederkehrend bundesweit fünf Wettbewerbe ausgeschrieben:
- DBB-Pokal
- Jugend-Basketball-Bundesliga (JBBL)
- Nachwuchs-Basketball-Bundesliga (NBBL)
- Weibliche Nachwuchs-Basketball-Bundesliga (WNBL)
- Deutsche Meisterschaften der Altersklassen Ü35 und Ü40

Außerdem werden für die Maxi-Basketballer die Bundesbestenspiele Basketball ab der Altersklasse Ü45 für Frauen und Männer ausgespielt.

## Präsidenten
| Präsident/1. Vorsitzender | Amtszeit  |
| ------------------------- | --------- |
| Siegfried Reiner          | 1949–1953 |
| Gerhard Nacke-Erich       | 1953–1964 |
| Hans-Joachim Höfig        | 1964–1973 |
| Anton Kartak              | 1973–1984 |
| Manfred Ströher           | 1984–1994 |
| Roland Geggus             | 1994–2006 |
| Ingo Weiss                | seit 2006 |